# Leptanilla buddhista
Leptanilla buddhista är en myrart som beskrevs av Baroni Urbani 1977. Leptanilla buddhista ingår i släktet Leptanilla och familjen myror. Inga underarter finns listade i Catalogue of Life.